# Koen Oostenbrink
Koen Oostenbrink (Veldhoven, 26 januari 2000) is een Nederlands voetballer die als middenvelder voor DFK Dainava speelt.

## Carrière
Koen Oostenbrink speelde in de jeugd van VV UNA en PSV, waar hij in 2019 een contract tot medio 2021 tekende. Sinds 2019 maakt hij deel uit van de selectie van Jong PSV, waar hij zijn debuut in de Eerste divisie maakte op 18 oktober 2019 in de met 1-0 verloren uitwedstrijd tegen N.E.C. Oostenbrink kwam in de 83e minuut in het veld voor Sekou Sidibe.

### Statistieken
| Seizoen                       | Club           | Land           | Competitie     | Competitie | Competitie | Beker | Beker | Totaal | Totaal |  |
| Seizoen                       | Club           | Land           | Competitie     | Wed.       | Dlp.       | Wed.  | Dlp.  | Wed.   | Dlp.   |  |
| ----------------------------- | -------------- | -------------- | -------------- | ---------- | ---------- | ----- | ----- | ------ | ------ |  |
| 2019/20                       | Jong PSV       | Nederland      | Eerste divisie | 5          | 0          | –     | –     | 5      | 0      |  |
| 2020/21                       | Jong PSV       | Nederland      | Eerste divisie | 4          | 0          | –     | –     | 4      | 0      |  |
| 2021/                         | FC Eindhoven   | Nederland      | Eerste divisie |            |            |       |       |        |        |  |
| Carrièretotaal                | Carrièretotaal | Carrièretotaal | Carrièretotaal | 9          | 0          | 0     | 0     | 9      | 0      |  |
| Bijgewerkt op 25 oktober 2019 |                |                |                |            |            |       |       |        |        |  |